# スタンダード・ヴァンガード
スタンダード・ヴァンガード（英語: Standard Vanguard）は、1947年から1963年までコヴェントリーのスタンダード・モーター・カンパニーで製造されていた乗用車である。

## 概要と歴史
1947年7月に発表されたこの車は、それ以前のモデルとの類似点は何もない全く新規のモデルであり、スタンダードにとって第二次世界大戦後初の新型車であった。また、グリフィンの翼を図案化した新しいスタンダードのバッジを初めて着けた車でもあった。
第二次世界大戦が始まると、英国と英語圏の輸出市場にいた潜在顧客となる人々の多くは、数年間の軍務や戦時海事の役務に従事した。従って英海軍に関係した車の名称は、ことに第二次大戦経験者たちにとっては大きな意味合いをもっていた。
大戦終了後ほどない時期のスタンダードによる「ヴァンガード」の車名採用は、1944年に数多くのメディアが注目する中で就役した英海軍最後の戦艦であるHMS ヴァンガードを容易に思い起こさせるものであった。この名称の使用許可を取り付けるため、スタンダードは英海軍の上級幹部に対し広範囲な交渉を行なった。
この車のスタイリングは、傾斜した「ビートル・バック」（beetle-back ）を持つ1940年前後のアメリカ車・プリムスを思い起こさせるものであった。
ソビエト連邦のメディアは最初の「ヴァンガード」のスタイリングが部分的に1943年から開発され1946年に生産に入ったソ連のGAZ-M20 ポピェーダ（GAZ-M20 Pobeda）の影響を受けていると主張した。1952年に『ザ・モーター』誌（The Motor magazine）は、実際はポベーダがヴァンガードの前年に発表されていたことを無視してソ連のポベーダが「外観のある部分はスタンダード・ヴァンガードを思い起こさせる特徴を示している。」と記した。ポベーダとヴァンガード1はクラスやスタイリングでは相似性が強いが、セミ・モノコック構造採用にまで踏み込んでいた点ではポベーダの方が一歩先んじていた。
同型のウェットライナー型直列4気筒エンジン（wet liner engine ）は、1基のソレックス製キャブレターを備えるボアφ85 mm×ストローク92 mmを持つOHVエンジンで、1960年に直列6気筒エンジンが登場するまで全モデルに渡り使用された。初期エンジンの6.7:1の圧縮比は、フェーズ3では7.0:1、スポーツマンでは8.0:1に上げられた。ウェット型シリンダーライナーを使用したこのエンジンは、スタンダードが傍系のファーガソン・トラクター（Ferguson）向けに大量に生産したエンジンとよく似ていた。
トランスミッションは当初前進ギアには全てシンクロメッシュ機構が付いた3速であった。
スカンジナビアではスタンダードはスタンダード・テン（Standard Ten ） サルーンをヴァンガード ジュニアとして販売した。

## ヴァンガード フェーズ1
この車は従来型のシャーシにプリムス等を思い起こさせる米国車に影響を受けた半流線型（厳密にはファストバック型）の4ドア・ボディを載せていた。サスペンションは前輪がコイルバネを使用した独立懸架、後輪がリーフスプリングで吊ったリジッドアクスルで、前後輪共にスタビライザーを備えていた。ブレーキは全輪油圧式の9 in (228 mm) ドラムブレーキであった。車内空間を稼ぎ出すためにコラムシフトを採用したが、これも先行したアメリカ車に倣った流儀である。
戦後の英国における外貨獲得のための「輸出か死か」とまで言われた輸出優先政策に則り、実質最初の2年間の全生産が輸出に回された。イギリス本国市場での販売開始はようやく1950年になってから始まった。ヴァンガードは意図して輸出を重視しており、特にオーストラリア市場に焦点を当てていた。戦後すぐの頃は車の供給が不足しており、「売り手市場」の状況を生み出していたため、ヴァンガードの入手難は消費者の購入意欲を助長した。
1950年にエステートが追加され、ベルギー向けのみであったがコーチビルダーのインペリア（Impéria ）でコンバーチブルも造られた。既存トランスミッションに追加するレイコック・ド・ノーマンビル製オーバードライブ（Laycock-de-Normanville overdrive）は1951年から選べるようになった。
ヴァンガードを輸入していたスイスの代理店はAMAGという精力的な会社で、スイス市場向けにヴァンガード フェーズ1の現地組み立てを行なった。同社は後にスイスでのフォルクスワーゲンの独占販売権を獲得している。
1952年には部分的マイナーチェンジを受けた。ボンネットが低められ、後部窓が拡大され、オリジナルよりも細かな縦桟に幅広のクローム製バーを配した新しいグリルを備えた。
1949年に英国の『ザ・モーター』誌がヴァンガードをテストし、最高速度78.7 mph(126.7 km/h)と0 - 60 mph(0 - 97 km/h)加速に21.5秒、22.9 ml/英ガロン(12.3 L/100 km;19.1 mpg-US)の燃料消費率を記録した。テスト車は、税込みで£671であった。

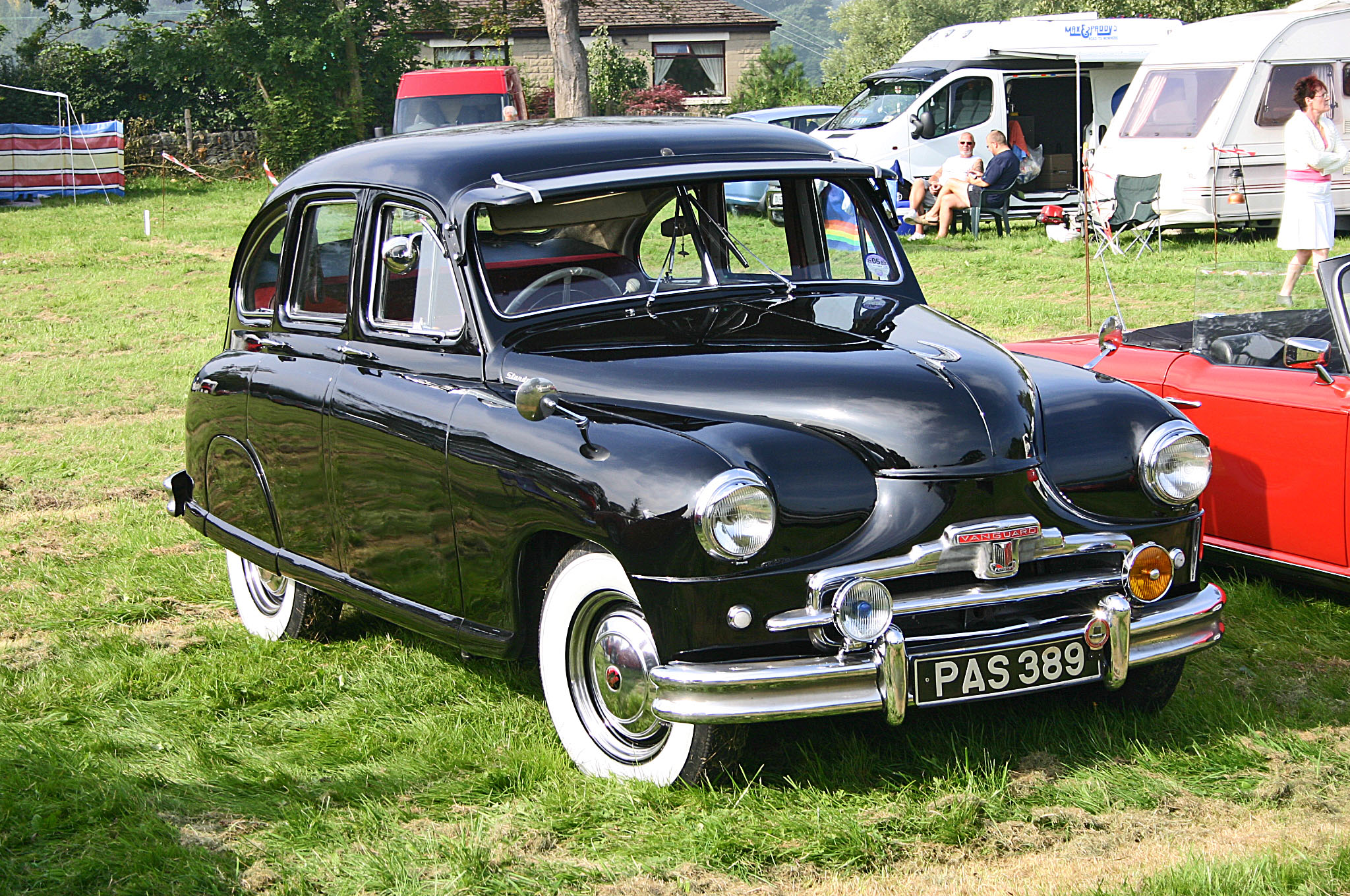
グリルが簡略化された1952年モデル
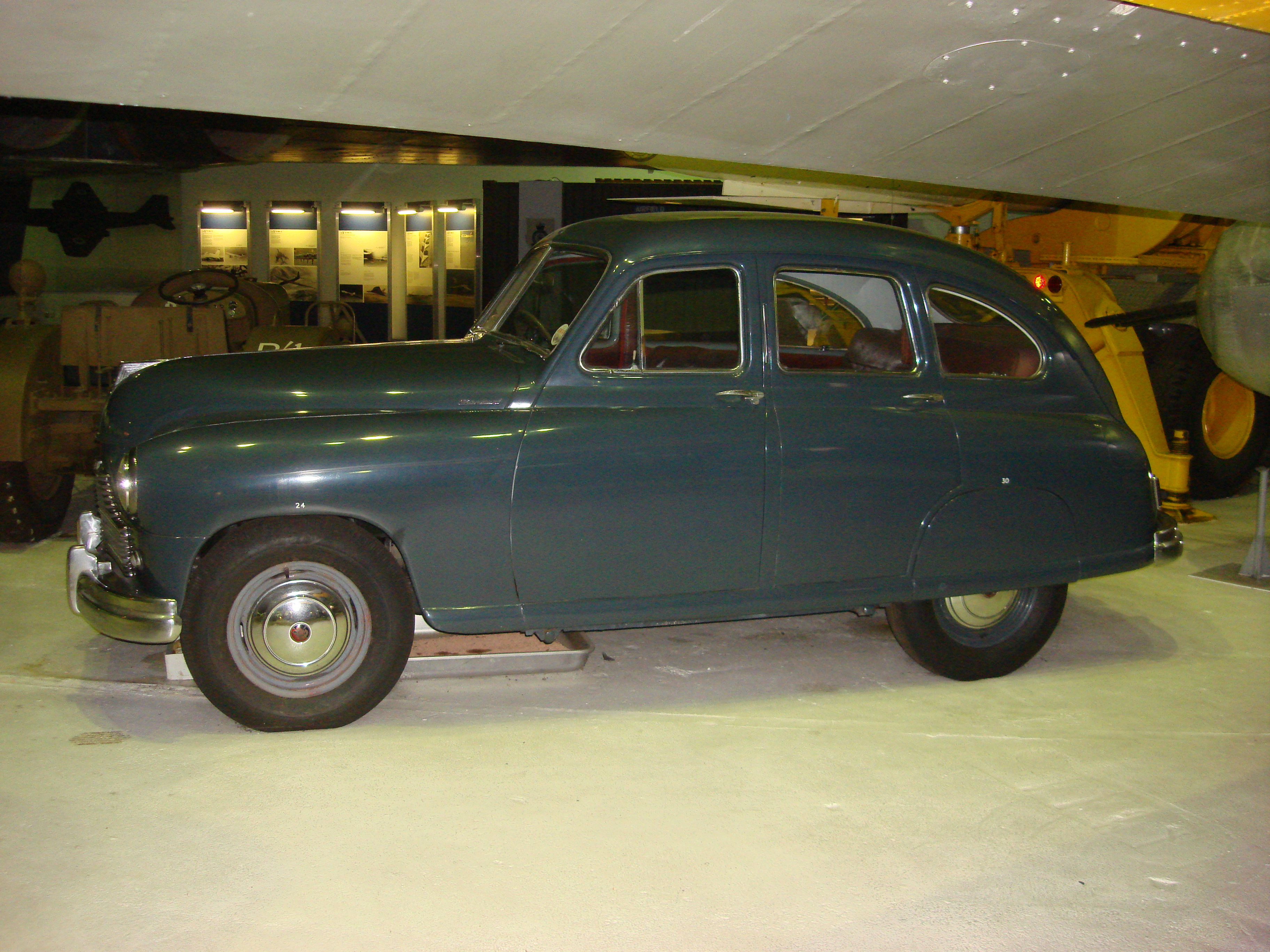
ロンドンの英空軍博物館に展示されているヴァンガード。この車はV爆撃機の搭乗員を乗機まで運ぶのに使用された。

## ヴァンガード フェーズ2
1953年3月のジュネーヴ・モーターショーではスリーボックス型ノッチバックのデザインを取り入れた広範囲なスタイリングの変更が行われたヴァンガード フェーズ2が披露された。内容的にはビッグマイナーチェンジと言うべきもので、ノッチバックが乗用車スタイルの主たる趨勢となった時流を反映していた。
トランクの容量はフェーズ1と比べ50 %拡大され、更に大きくされた後部窓により視認性も改善されていた。機械機構の変更はほとんどなかったがクラッチ操作がケーブル式から油圧式になり、エンジン圧縮比が7.2:1へと高められていた。前モデルで装着されていたスタビライザーは既に使用されておらず、接地性能の向上のため6.00x16の幅広タイヤが装着されていた。
オプションのオーバードライブ無しのこの車を『ザ・モーター』誌がテストし、最高速度80 mph(130 km/h)と0 - 60 mph(0 - 97 km/h)加速に19.9秒、23.5 ml/英ガロンの燃料消費率を記録した。
1954年2月にスタンダードはメーカーオプションとしてディーゼルエンジンを提供した英国で最初の自動車製造会社となった。シャーシは重くなったエンジンに対処して強化されており、最高速度は65 mph(105 km/h) に低下していた。ガソリンエンジンと同様にこのディーゼルエンジンはファーガソン（Ferguson ）のトラクター向けに開発されたスタンダード自製の「20C」エンジンであった。トラクターに搭載されたエンジンはその用途上、回転数2,200 rpm、出力25 hp(19 kW)にガバナーで低速制限されていたが、ヴァンガードに搭載された自動車用は制限が解除され、60 hp(45 kW)/3,800 rpmの出力を発生して、ガソリンエンジンモデルには及ばないが一応の動力性能を確保していた。しかしながら、このエンジンは冷間始動時に手動で操作しなければならないトラクターの「Ki-ガス」（Ki-Gass ）、デコンプやオーバー・フュエリング方式といったものを引き継いでおり、経済性はともかく、実用上の取り扱いは面倒なものであった。1,973台のディーゼル版のヴァンガードが生産された。
1954年に『ザ・モーター』誌はディーゼルエンジン版をテストし、最高速度66.2 mph(106.5 km/h)と0 - 60 mph(0 - 97 km/h)加速に31.6秒、37.5 ml/英ガロン(7.35 L/100 km;31.2 mpg-US)の燃料消費率を記録した。テスト車は、税込みで£1,099であった。

## ヴァンガード フェーズ3、スポーツマン、エンサイン
フェーズ3は、ヴァンガード・シリーズの後期形にあたり、独立式シャーシの廃止といった大規模な変更を施されて、フル・モデルチェンジを達成している。なお1956年までは旧モデルのフェーズ2のエステート版が並行して販売されていた。
エンジンは旧型の強化版で、1基のソレックス製ダウンドラフト式キャブレターを備えた2,088 cc、68 hp(51 kW;69 PS) を発揮した。コイルバネを使用した独立懸架の前輪のサスペンションは丈夫なサブフレームにボルトで締結され、サブフレームはボール循環式（recirculating ball ）のステアリング機構も抱えていた。後輪のアクスルは引き続き半楕円の板バネで吊った固定軸である。
前後輪にはロッキード製9 in(229 mm)ドラムブレーキを備えていた。4速マニュアルトランスミッション（MT）はコラムチェンジ式で、ダッシュボード上のスイッチで作動するオーバードライブがオプションで選択できた。
低くなったボディはガラス面積が拡大されかなり現代的な姿となり、古い平面ガラス2枚仕立ての前面ガラスは1枚の曲面ガラスに変更された。ホイールベースは8 in(203 mm)延長され室内の居住性が向上しており、ヒーターが標準装備となった。前後席ともにベンチシートを備え、後席には中央に折り畳み式の肘掛が付き、表皮はビニール製でオプションで革張りも選択できた。
この車は以前のモデルよりも軽量であり、実質的に性能を落とすことなくより良い経済性を発揮できるように変速ギア比が変更されていた。
1956年に『ザ・モーター』誌がオーバードライブ付モデルをテストし、最高速度83.7 mph(134.7 km/h)と0 - 60 mph(0 - 97 km/h)加速に 21.7秒、25.9 ml/英ガロン(10.9 L/100 km;21.6 mpg-US)の燃料消費率を記録した。テスト車は、税込みで£998であった

### ヴァンガード スポーツマン
トライアンフ・レナウン（Triumph Renown ）というバッジを付ける予定の車が発表されるまでの短い間にトライアンフ・TR3に搭載された90 hp(67 kW;91 PS)にチューンされたエンジンを積んだ高性能モデルの「ヴァンガード スポーツマン」が1956年8月に発表された。このエンジンは圧縮比が8.0:1に高められ、連装SU製キャブレターと改良型ピストンを備えていた。加速性能を向上させるために最終減速比が4.55:1に低められ、大径の10 in(254 mm)ドラムブレーキを装備していた。標準仕様ではベンチシートであったが、オプションで分割型シートも選択できた。
1958年までに僅か901台のスポーツマンしか生産されなかった。
『ザ・モーター』誌が1956年にオーバードライブ付のスポーツマンをテストしたところ、最高速度90.7 mph(146.0 km/h)と0 - 60 mph(0 - 97 km/h)加速に19.2秒、25.6 ml/英ガロン(11.0 L/100 km;21.3 mpg-US)の燃料消費率を記録した。テスト車は税込みで£1,231であった。

### スタンダード エンサイン

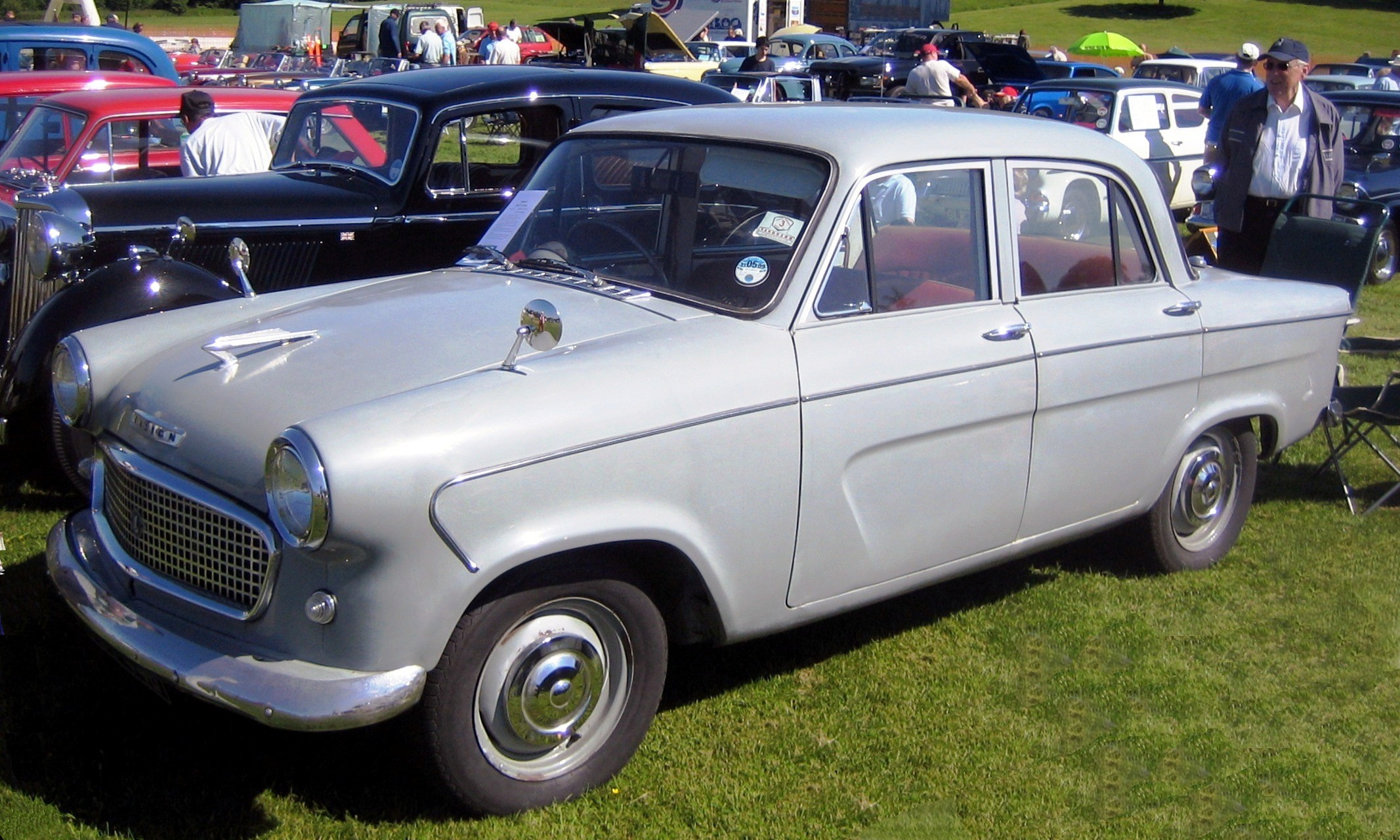
ヴァンガード フェーズ3とボディを共有するが様々な面でコスト削減が図られていた1956年導入のスタンダード・エンサイン。この車は英空軍のスタッフカーとして当時一般的な車種であった。

ヴァンガードの派生型として1,670 ccエンジンを搭載したベースモデルの「エンサイン」は、1957年に発表された。ヴァンガードがジョヴァンニ・ミケロッティの手によるスタイルチェンジを受けて以降も、エンサインは基本的にはヴァンガードのボディシェルを使用し続けた。多くが英空軍により購入され、合計18,852台が生産された。1962年にはデラックス・モデルが導入され、1963年には排気量の大きい2,138 ccエンジンが搭載された。
1,670 ccエンジンを搭載したモデルを1956年に『ザ・モーター』誌がテストし、最高速度77.6 mph(124.9 km/h)と0 - 60 mph(0 - 97 km/h)加速に24.4秒、28.5 ml/英ガロン(9.91 L/100 km;23.7 mpg-US)の燃料消費率を記録した。テスト車は、£300の税込みで£899であった。
1960年1月にピーターバラ（Peterborough ）にあるエンジン専業メーカーのパーキンス（Perkins ）が製造するコンパクトな1,400 cc直列4気筒ディーゼルエンジンの「P4C」を搭載したスタンダード・エンサインが発表された。出力43hpのこのエンジンは「約50mpg」という燃料消費率を誇り、この大きさの車としては比較的控えめな最高速度と加速性能を有していた。

## ヴァンガード ヴィニャーレ
1958年にフェーズ3はミケロッティとコーチビルダーのヴィニャーレにより、当時トレンドであったイタリアン・スタイルへのフェイスリフト・部分的リデザインが施された。全面と後面の窓は深くされ、側面の窓にはステンレス鋼製の枠が取り付けられ、前部のグリルとテールライトも新しくされた。
標準の3速コラムシフトに対しコラムシフトの4速MTとそのフロアシフトはオプションとなり、どちらのオプションでもオーバードライブが追加できた。
前後席のベンチシートは標準でビニール張り、オプションでは本国市場は革張りで輸出市場で布張りであった。ヒーターと当時としては珍しかった電動式ウィンドウウォッシャーは工場装着品であったが、ラジオはオプションのままであった。
『ザ・モーター』誌が1959年にオーバードライブ付のヴィニャーレをテストしたところ、最高速度82.8 mph(133.3 km/h)と0 - 60 mph(0 - 97 km/h)加速に20.8秒、28.0 ml/英ガロン(10.1 L/100 km;23.3 mpg-US)の燃料消費率を記録した。テスト車は、£383の税込みで£1,147であった。

## ヴァンガード シックス
1960年末に1,998 cc OHV 直列6気筒エンジンを搭載した最後のヴァンガードが導入された。後にトライアンフ・2000にも引き続き搭載されたこのエンジンは、圧縮比8.0:1で連装ソレックス製キャブレターを備え、80 hp(60 kW)/4,500 rpmの出力を発生した。ヴィニャーレとの外観上の差異はバッジのみであったが、内装は改良されていた。
1960年の『ザ・モーター』誌のヴァンガード シックスのテストでは、最高速度87.2 mph(140.3 km/h)と0 - 60 mph(0 - 97 km/h)加速に17.0秒、24.9 ml/英ガロン(11.3 L/100 km;20.7 mpg-US)の燃料消費率を記録した。テスト車は、£301の税込みで£1,021であった。

## 終焉
エンサインとヴァンガードの両モデルは、共に1963年にトライアンフ・2000により代替され、スタンダードの名称は60年間に渡る活動の後に英国市場から消えることとなった。

## ヴァンガード ユーティリティ

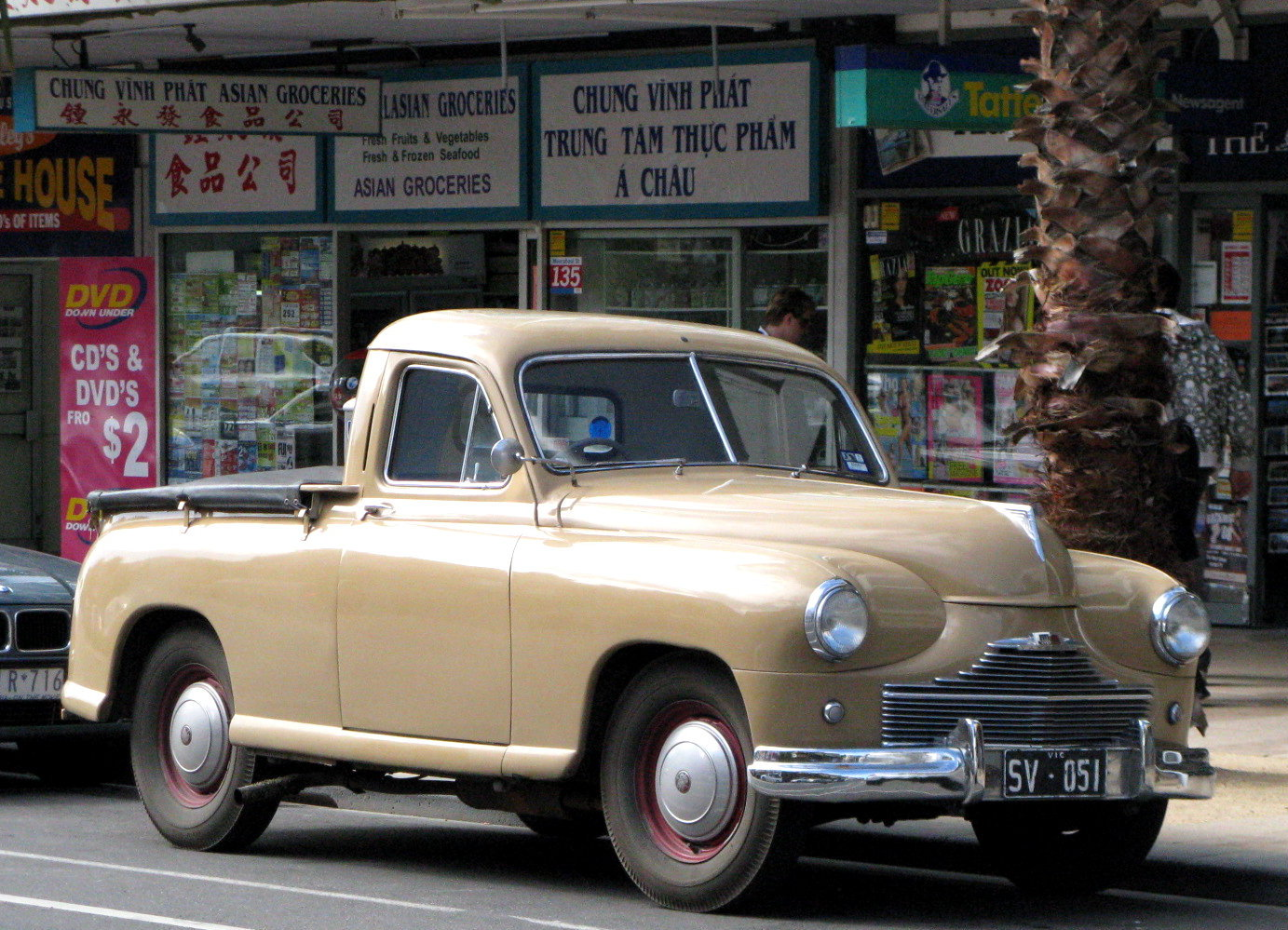
フェーズ1 ヴァンガード ユーティリティ

1950年にスタンダード・モーター・カンパニーのオーストラリア現地法人は、ヴァンガード フェーズ1のクーペ・ユーティリティ（Coupé utility）版を導入した。この車はサルーン版と同じ2,088ccの4気筒エンジンを搭載していた。フェーズ2、フェーズ3、ヴァンガード シックスのユーティリティ版もオーストラリアで生産され、生産は1964年に終了した。

## ミニカー
- ディンキー（Dinky Toys ）がフェーズ1のミニカーを作っていた。
- コーギー（Corgi Toys ）には、1957年から1961年までNo 207としてフェーズ3のサルーンがあり[17]、1958年から1962年までNo 352としてフェーズ3のサルーンの英空軍スタッフカー版があった[18]。